# 宜芳公主
宜芳公主杨氏（？—745年），唐中宗的外孫女，长宁公主和杨慎交的女儿。唐玄宗的堂外甥女，唐朝和亲公主之一。天宝四載（745年），被唐玄宗嫁给奚王李延宠。僅僅六個月後，安禄山为了得功而縱兵杀掠奚、契丹，导致奚、契丹造反，将宜芳公主杀死。
《全唐诗》卷7 的〈虚池驿题屏风〉为宜芳公主所作。
|  | 出嫁辞乡国，由来此别难。 圣恩愁远道，行路泣相看。 沙塞容颜尽，边隅粉黛残。 妾心何所断，他日望长安。 |